# Johann Friedrich Wilhelm Jerusalem

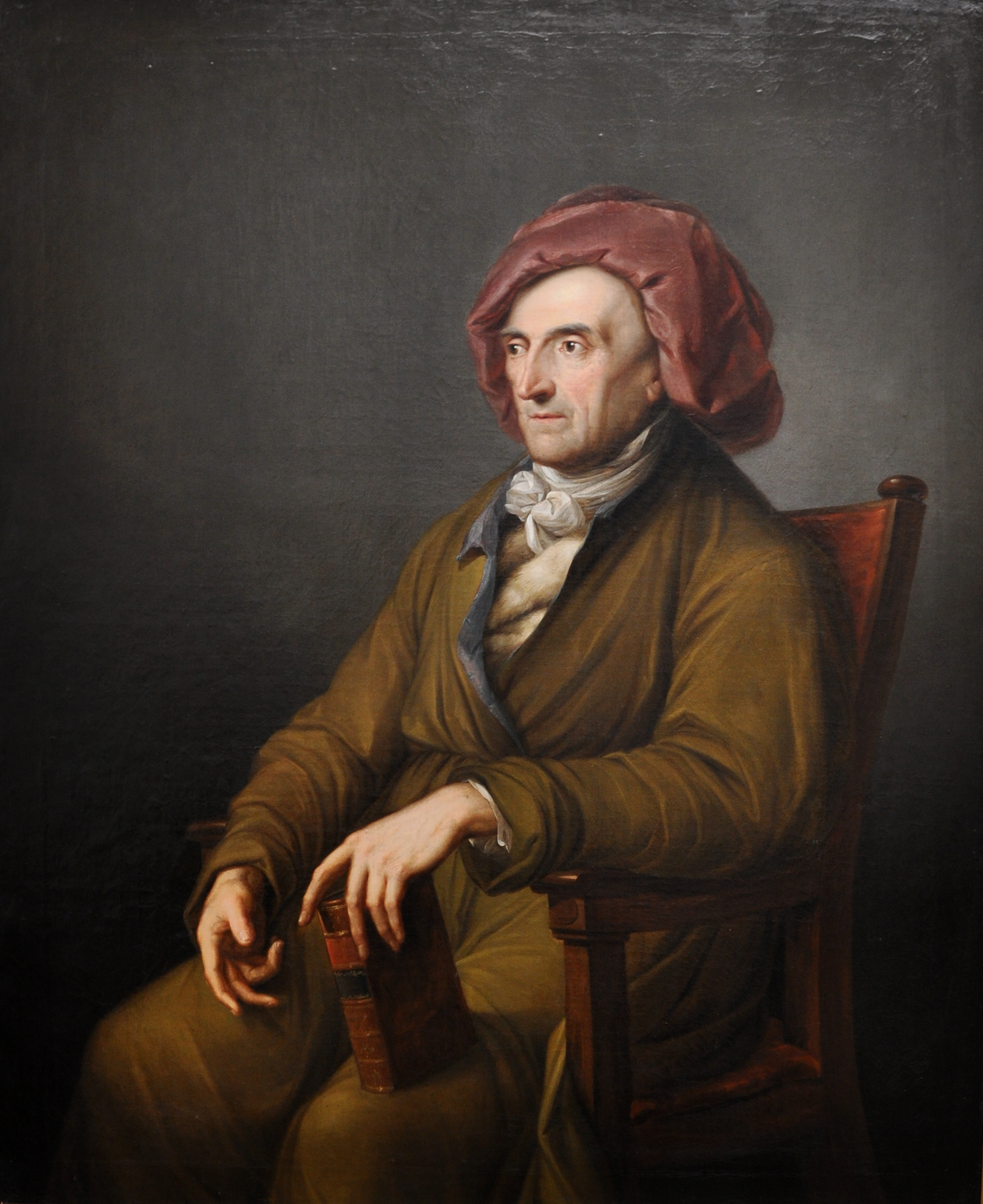
Der Abt Jerusalem. Gemälde von Friedrich Georg Weitsch, 1790.

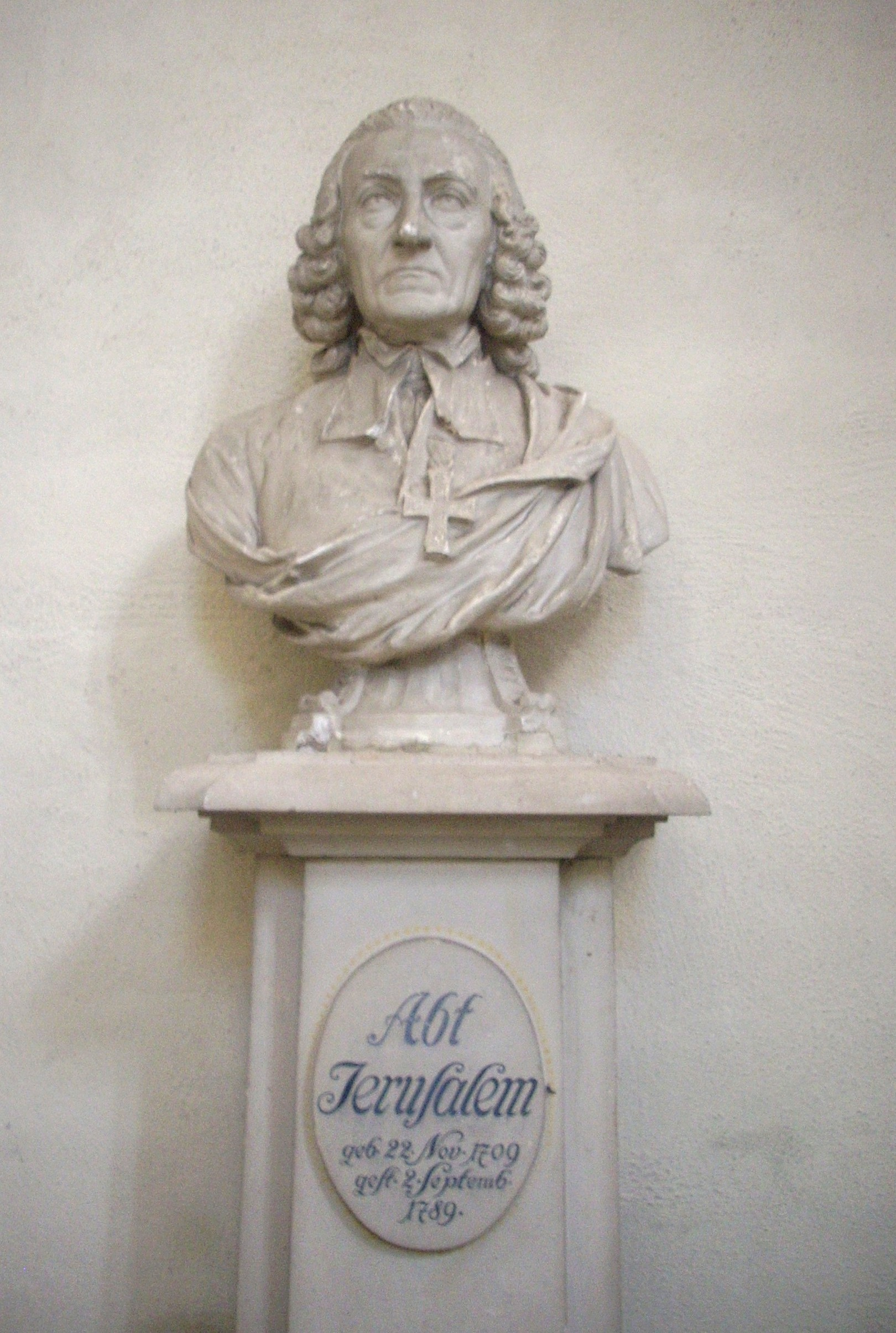
Grabbüste in der Klosterkirche Riddagshausen

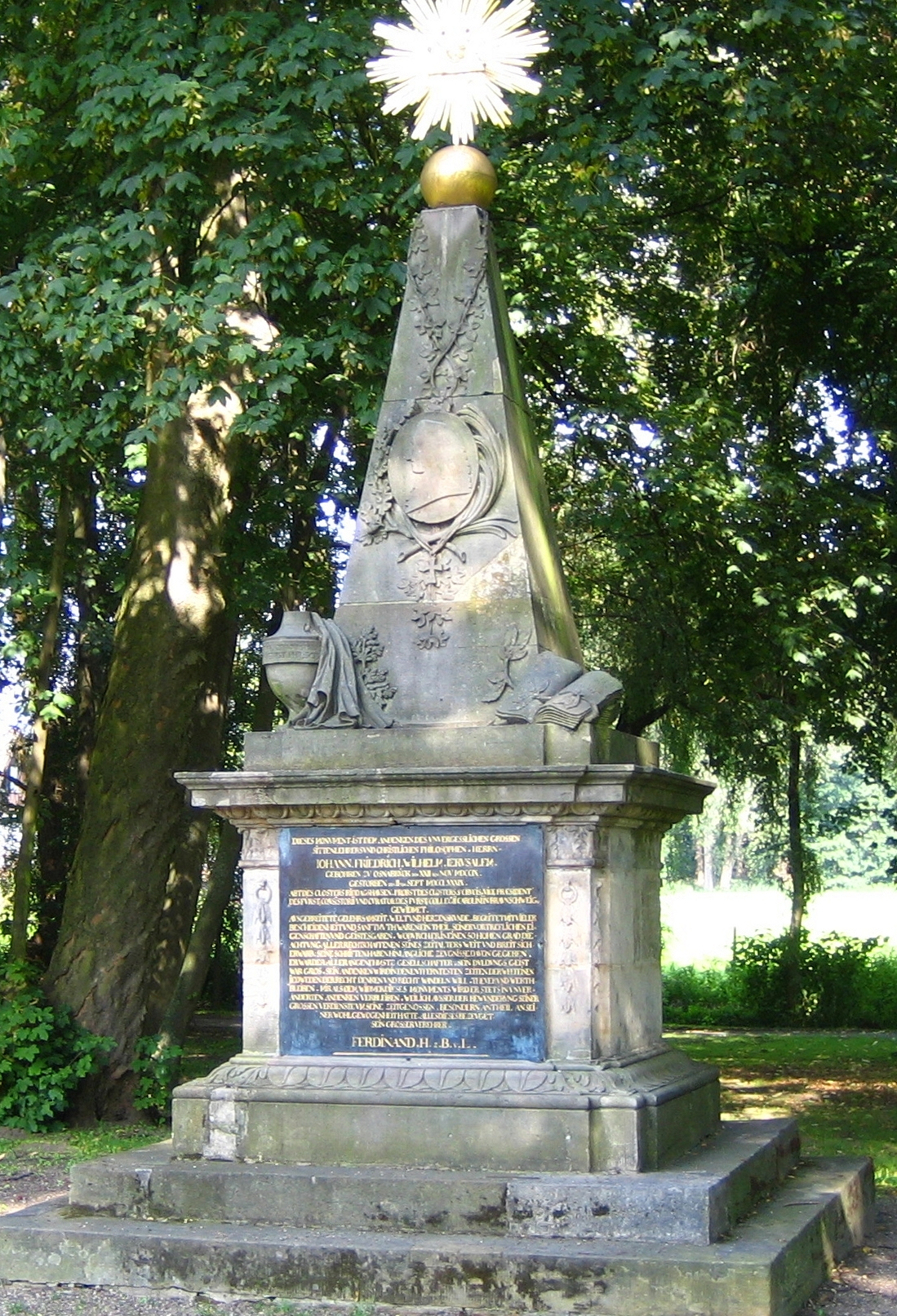
Abt-Jerusalem-Monument im Schlossgarten Vechelde, gestiftet nach seinem Tod von Herzog Karl Wilhelm Ferdinand

Johann Friedrich Wilhelm Jerusalem (* 22. November 1709 in Osnabrück; † 2. September 1789 in Braunschweig), auch „Abt Jerusalem“ genannt, war ein deutscher protestantischer Theologe in der Zeit der Aufklärung.

## Leben
Johann Friedrich Wilhelm Jerusalem wuchs als Sohn eines evangelischen Pastors in Osnabrück auf. Nach dem Tod des Vaters 1726 studierte er Theologie in Leipzig und Wittenberg, wo er 1731 die Magisterprüfung ablegte. Es folgte ein zweijähriger Aufenthalt in Holland. Jerusalem kehrte 1734 nach Deutschland zurück, wo er bis 1737 eine Hofmeisterstelle in Göttingen bekleidete. Nach mehrjährigem Englandaufenthalt nahm er eine Hauslehrerstelle im Hause Spörcken in Hannover an und folgte 1742 einem Ruf an den Braunschweiger Hof. Dort war er Hofprediger und Erzieher des Erbprinzen Karl Wilhelm Ferdinand. Im Jahre 1752 erfolgte eine Berufung zum Abt des inzwischen als Predigerseminar genutzten Klosters Riddagshausen.
Jerusalem war seit 1742 mit Martha Christina, geb. Pfeiffer, verwitwete Albrecht, verheiratet. Von den fünf Kindern ist der Sohn Karl Wilhelm zu trauriger Berühmtheit gelangt. Nach seinem Selbstmord 1772 diente er Goethe als Vorlage zum Roman „Die Leiden des jungen Werthers“.
Jerusalem liegt in der Klosterkirche Riddagshausen bei Braunschweig begraben.

## Leistungen
Jerusalem war Initiator und Mitbegründer des 1745 gegründeten Collegium Carolinum, Vorläufer der heutigen Technischen Universität Braunschweig. Als wichtiger Berater Herzog Karls I. hatte er starken Einfluss auf die Bildungspolitik des Herzogtums Braunschweig-Wolfenbüttel.
Jerusalem ist einer der wichtigsten deutschen Aufklärungstheologen. Er gilt als ein Haupt der sogenannten Neologie, die sich radikal vom Dogmenbestand der herkömmlichen Theologie verabschiedete. So hat er für sein Hauptwerk „Betrachtungen über die vornehmsten Wahrheiten der Religion“ die spekulativ-universalistische Geschichtsphilosophie fruchtbar gemacht und die Heilsgeschichte der weltlichen Fortschrittsgeschichte angeglichen.

## Abt Jerusalem-Preis
Seit 2009 verleihen die Braunschweigische Wissenschaftliche Gesellschaft, die Evangelisch-lutherische Landeskirche in Braunschweig, die Technische Universität Braunschweig und die Stiftung Braunschweigischer Kulturbesitz den Abt Jerusalem-Preis „für herausragende wissenschaftliche Beiträge zum Dialog der Geistes-, Natur- und Technikwissenschaften“. Preisträger waren:
- 2009: Nicole C. Karafyllis
- 2012: Wolfgang König
- 2015: Gerd de Bruyn
- 2017: Jürgen Osterhammel
- 2019: Franz Josef Radermacher[4]
- 2022: Katharina Zweig[5]
- 2024: Claudia Kemfert[6]

## Schriften
- (Hauptwerk, unvollendet): Betrachtungen über die vornehmsten Wahrheiten der Religion, 1768–1779, zahlreiche weitere Auflagen; 1770 franz. Übersetzung, ebenso ins Holländische und Schwedische (Band 1: Digitalisat, Band 2: Digitalisat).
- Andreas Urs Sommer (Hrsg.): Johann Friedrich Wilhelm Jerusalem: Schriften. Reprint der Schriften mit einer Einleitung von Andreas Urs Sommer (Historia Scientiarum). ISSN 1430-8320
  - Band 1: Briefe über die Mosaischen Schriften und Philosophie. Betrachtungen über die vornehmsten Wahrheiten der Religion. Erster Theil. Olms-Weidmann, Hildesheim / Zürich / New York 2007, ISBN 978-3-487-13220-4.
  - Band 2: Betrachtungen über die vornehmsten Wahrheiten der Religion. Zweyter Theil. Olms-Weidmann, Hildesheim / Zürich / New York 2007, ISBN 978-3-487-13221-1.
  - Band 3: Betrachtungen über die vornehmsten Wahrheiten der Religion. Zweyten Theils zweyter Band oder viertes Stück. Olms-Weidmann, Hildesheim / Zürich / New York 2007, ISBN 978-3-487-13222-8.
  - Band 4: Nachgelassene Schriften. Erster Theil: Fortgesetzte Betrachtungen über die vornehmsten Wahrheiten der Religion. Hinterlaßne Fragmente. Olms-Weidmann, Hildesheim / Zürich / New York 2007, ISBN 978-3-487-13223-5.
  - Band 5: Nachgelassene Schriften. Zweyter und letzter Theil. Olms-Weidmann, Hildesheim / Zürich / New York 2007, ISBN 978-3-487-13224-2.